# バソプレシン受容体
バソプレシン受容体（バソプレシンじゅようたい、英: vasopressin receptor）は、バソプレシンの作用を媒介する組織特異的Gタンパク質共役受容体（GPCR）を指し、V1a（V1）、V1b（V3）、V2受容体に分類される。これら3つのサブタイプは、局在、機能、シグナル伝達機構が異なる。

## サブタイプ
バソプレシン受容体には、V1a（V1）、V1b（V3）、V2の3つのサブタイプが存在する。
| サブタイプ | サブタイプ | サブタイプ | シグナル伝達経路                                           | 局在                                         | 機能                                                                              |
| 遺伝子     | 受容体     | 受容体     | シグナル伝達経路                                           | 局在                                         | 機能                                                                              |
| 遺伝子     | IUPHAR     | 他の名称   | シグナル伝達経路                                           | 局在                                         | 機能                                                                              |
| ---------- | ---------- | ---------- | ---------------------------------------------------------- | -------------------------------------------- | --------------------------------------------------------------------------------- |
| AVPR1A     | V1A        | V1a, V1    | Gタンパク質共役型、ホスホイノシチド/カルシウムシグナリング | 血管平滑筋、血小板、肝細胞、子宮筋層         | 血管収縮、心筋肥大、血小板凝集、グリコーゲン分解、子宮収縮                        |
| AVPR1B     | V1B        | V1b, V3    | Gタンパク質共役型、ホスホイノシチド/カルシウムシグナリング | 脳下垂体前葉                                 | 副腎皮質刺激ホルモン、プロラクチン、エンドルフィンの放出                          |
| AVPR2      | V2         | V2         | Gタンパク質共役型、アデニル酸シクラーゼ/cAMPシグナリング   | 集合管の側底膜、血管内皮細胞と血管平滑筋細胞 | 頂端膜へのAQP2チャネルの挿入、AQP2合成の誘導、vWF因子や第VIII因子の放出、血管拡張 |

### V1a受容体
V1a受容体（V1受容体）は血管平滑筋細胞に高密度で存在し、PIP2カスケードを介して細胞内カルシウム濃度の上昇によって血管収縮を引き起こす。心筋細胞にもV1a受容体は存在する。さらに、V1a受容体は脳、精巣、上頸神経節、肝臓、血管、腎髄質にも位置している。
血小板上のV1a受容体は刺激に伴って細胞内カルシウム濃度の上昇を誘導し、血栓症を促進する。血小板上のV1a受容体の多型のため、バソプレシンに対する正常な血小板の凝集反応には大きな不均質性がみられることが指摘されている。
腎臓のV1a受容体は、髄質間質細胞、直細動脈、集合管の上皮細胞に高密度で存在する。バソプレシンはV1a受容体を介して髄質の血管系に対して作用し、髄質外層の血流に影響を及ぼすことなく内層の血流を低下させる。集合管の管腔膜上のV1a受容体は、バソプレシンの抗利尿作用を制限する。さらに、バソプレシンはおそらくV1a受容体を介して輸出細動脈選択的な収縮を引き起こしており、輸入細動脈には影響を及ぼさない。

### V1b受容体
V1b受容体（V3受容体）は下垂体に存在するGタンパク質共役受容体であるが、その希少性のため特性解析がなされたのは近年になってからである。424アミノ酸からなるV1b受容体のアミノ酸配列は、V1a受容体、V2受容体、そしてオキシトシン受容体とそれぞれ45%、39%、45%が相同性を示す。しかしながら、V1b受容体の薬理学的プロファイルはV1a受容体とは異なっており、受容体の発現レベルに依存して、異なるGタンパク質を介したいくつかのシグナル伝達経路を活性化する。

### V2受容体
V2受容体は主にN-結合型グリコシル化を受ける部位の数がV1a受容体と異なっている。V1a受容体はN末端領域と細胞外ループの双方がグリコシル化を受けるのに対し、V2受容体はN末端の1か所がグリコシル化されるのみである。
バソプレシンのよく知られた抗利尿作用は、V2受容体の活性化によるものである。バソプレシンは腎臓の集合管において、浸透圧による水の透過性を高めることで腎臓からの水の排出を調節しており、この作用はV2受容体とGsシグナル伝達経路の共役によるcAMP濃度の上昇によって説明される。活性化されたV2受容体は脱感作が生じるのではなく、β-アレスチンによるインターナリゼーション後もGsを活性化し続ける。こうしたインターナリゼーションされたGsシグナル伝達経路は、V2受容体によるβ-アレスチン、ヘテロ三量体型Gsとの巨大複合体の形成能によって説明される。細胞内のcAMP濃度の上昇は、集合管主細胞の頂端膜へのアクアポリン2含有小胞の融合の開始をもたらし、水の再吸収を高める。

## 機能
3種類のバソプレシン受容体は全てGPCRであるが、V1a受容体とV1b受容体の活性化はホスホリパーゼCを刺激するのに対し、V2受容体の活性化はアデニル酸シクラーゼを刺激する。これら3種類のバソプレシン受容体はそれぞれ固有の組織分布パターンを有する。V1a受容体は血管平滑筋細胞、肝細胞、血小板、脳細胞、そして子宮の細胞に発現している。V1b受容体は下垂体前葉、そして脳全体の細胞、特に海馬CA2領域の錐体細胞に発現している。V2受容体は尿細管、主に遠位尿細管と集合管に発現している。また、胎児肺組織や肺がんでも発現しており、これらは選択的スプライシングと関連している。V2受容体は肝臓でも発現しており、そこではさまざまな凝固因子の血中への放出を刺激している。腎臓では、V2受容体の主要な機能はアルギニンバソプレシンに対する応答であり、尿の濃縮や体内の水恒常性の維持を担う機構を刺激する。V2受容体の機能が失われた場合、腎性尿崩症が引き起こされる。

## アンタゴニスト
バソプレシン受容体拮抗薬（VRA）は、バソプレシン受容体を遮断する薬剤を指す。VRAは抗利尿ホルモン不適合分泌症候群（SIADH）、うっ血性心不全（CHF）、肝硬変を原因とする低ナトリウム血症の治療に用いられるのが最も一般的である。
通常、浸透圧が一定値より低下した場合には血漿バソプレシン濃度は検出できないレベルに低下し、水利尿が引き起こされる。SIADHでは、低浸透圧条件下でもバソプレシンの放出が十分に抑制されなくなる。肝硬変やCHFでは、希釈部への溶質の送達の欠陥または糸球体濾過量の低下による水分排泄能力の低下によって、バソプレシンの放出が持続され水分が保持される。
また、ソマトスタチンはバソプレシンと競合的に作用する。